# Cúp quốc gia Scotland 2001–02
Cúp quốc gia Scotland 2001–02 là mùa giải thứ 117 của giải đấu bóng đá loại trực tiếp uy tín nhất Scotland, vì lý do tài trợ nên có tên gọi là Cúp quốc gia Scotland Tennent. Chức vô địch thuộc về Rangers khi đánh bại kình địch trong Old Firm là Celtic trong trận Chung kết.

## Vòng Một
| Đội nhà         | Tỉ số | Đội khách          |
| --------------- | ----- | ------------------ |
| Albion Rovers   | 0 – 0 | Elgin City         |
| Alloa Athletic  | 3 – 1 | Dumbarton          |
| Brechin City    | 4 – 0 | Stenhousemuir      |
| Clydebank       | 1 – 0 | Peterhead          |
| Greenock Morton | 1 – 2 | Queen of the South |
| Stirling Albion | 2 – 1 | Buckie Thistle     |
| Tarff Rovers    | 1 – 4 | Montrose           |
| Wick Academy    | 2 – 3 | Threave Rovers     |

### Đấu lại
| Đội nhà    | Tỉ số | Đội khách     |
| ---------- | ----- | ------------- |
| Elgin City | 0 – 1 | Albion Rovers |

## Vòng Hai
| Đội nhà             | Tỉ số | Đội khách          |
| ------------------- | ----- | ------------------ |
| Alloa Athletic      | 1 – 0 | Queen of the South |
| Berwick Rangers     | 1 – 0 | Cowdenbeath        |
| Brechin City        | 0 – 1 | Albion Rovers      |
| Clydebank           | 0 – 1 | Stranraer          |
| Deveronvale         | 0 – 0 | Spartans           |
| East Stirlingshire  | 0 – 0 | Forres Mechanics   |
| Forfar Athletic     | 2 – 0 | Threave Rovers     |
| Gala Fairydean      | 1 – 0 | Stirling Albion    |
| Hamilton Academical | 4 – 0 | Montrose           |
| Queen’s Park        | 0 – 0 | East Fife          |

### Đấu lại
| Đội nhà          | Tỉ số              | Đội khách          |
| ---------------- | ------------------ | ------------------ |
| East Fife        | 2 – 2 (4 – 2 pen.) | Queen’s Park       |
| Forres Mechanics | 3 – 1              | East Stirlingshire |
| Spartans         | 1 – 2              | Deveronvale        |

## Vòng Ba
| Đội nhà              | Tỉ số | Đội khách        |
| -------------------- | ----- | ---------------- |
| Albion Rovers        | 1 – 4 | Livingston       |
| Alloa Athletic       | 0 – 5 | Celtic           |
| Arbroath             | 0 – 2 | Inverness CT     |
| Berwick Rangers      | 0 – 0 | Rangers          |
| Clyde                | 1 – 0 | St Mirren        |
| Deveronvale          | 0 – 6 | Ayr United       |
| Dundee               | 1 – 1 | Falkirk          |
| Dundee United        | 3 – 0 | Forres Mechanics |
| Dunfermline Athletic | 3 – 1 | Motherwell       |
| East Fife            | 2 – 4 | Partick Thistle  |
| Gala Fairydean       | 0 – 5 | Forfar Athletic  |
| Hamilton Academical  | 1 – 0 | Raith Rovers     |
| Hearts               | 2 – 1 | Ross County      |
| Kilmarnock           | 3 – 0 | Airdrieonians    |
| St Johnstone         | 0 – 2 | Aberdeen         |
| Stranraer            | 0 – 0 | Hibernian        |

### Đấu lại
| Đội nhà   | Tỉ số | Đội khách       |
| --------- | ----- | --------------- |
| Falkirk   | 0 – 1 | Dundee          |
| Hibernian | 4 – 0 | Stranraer       |
| Rangers   | 3 – 0 | Berwick Rangers |

## Vòng Bốn
| Đội nhà         | Tỉ số | Đội khách            |
| --------------- | ----- | -------------------- |
| Aberdeen        | 2 – 0 | Livingston           |
| Ayr United      | 3 – 0 | Dunfermline Athletic |
| Clyde           | 1 – 2 | Forfar Athletic      |
| Dundee United   | 4 – 0 | Hamilton Academical  |
| Hearts          | 1 – 3 | Inverness CT         |
| Kilmarnock      | 0 – 2 | Celtic               |
| Partick Thistle | 1 – 1 | Dundee               |
| Rangers         | 4 – 1 | Hibernian            |

### Đấu lại
| Đội nhà | Tỉ số | Đội khách       |
| ------- | ----- | --------------- |
| Dundee  | 1 – 2 | Partick Thistle |

## Tứ kết
| Đội nhà         | Tỉ số | Đội khách    |
| --------------- | ----- | ------------ |
| Aberdeen        | 0 – 2 | Celtic       |
| Dundee United   | 2 – 2 | Ayr United   |
| Forfar Athletic | 0 – 6 | Rangers      |
| Partick Thistle | 2 – 2 | Inverness CT |

### Đấu lại
| Đội nhà      | Tỉ số | Đội khách       |
| ------------ | ----- | --------------- |
| Ayr United   | 2 – 0 | Dundee United   |
| Inverness CT | 0 – 1 | Partick Thistle |

## Bán kết
| Celtic                          | 3 – 0  | Ayr United |
| ------------------------------- | ------ | ---------- |
| Larsson 49' · Thompson 81', 88' | Report |            |

| Rangers                           | 3 – 0  | Partick Thistle |
| --------------------------------- | ------ | --------------- |
| Nerlinger 10', 72' · Ferguson 78' | Report |                 |

## Chung kết
| Celtic                  | 2 – 3  | Rangers                             |
| ----------------------- | ------ | ----------------------------------- |
| Hartson 19' · Balde 50' | Report | Løvenkrands 21', 90' · Ferguson 69' |

Bản mẫu:Bóng đá Scotland 2001-02
Bản mẫu:Bóng đá châu Âu (UEFA) 2001–02